# Plagiomene
Plagiomene — вимерлий рід ранніх кагуаноподібних ссавців із Північної Америки, що жили в еоценову епоху.